# Сеульская телебашня
Сеульская телебашня, официально YTN Seoul Tower, также широко известная как Башня Намсан или Башня N — телевизионная и смотровая башня на горе Намсан в центре Сеула, Южная Корея. Высота башни достигает 236 м.
Построенная в 1971 году, Сеульская телебашня является первой в Корее радиоволновой башней, которая обеспечивает теле- и радиовещание в Сеуле. В настоящее время башня транслирует сигналы для корейских СМИ, таких как KBS, MBC и SBS.

## История
На строительство башни, начавшееся в 1969 г., было потрачено около 2,5 млн долларов. Для публики башня была открыта в 1980 г. Строительство Сеульской башни завершилось 3 декабря 1971 г., но на тот момент в ней не было установлено необходимое оборудование. В августе 1975 г. на третьем этаже появились смотровая площадка, музей, открытый холл, сувенирный магазин и другие объекты. Однако, несмотря на завершение строительства башни, смотровая площадка была закрыта для посетителей до 15 октября 1980 г. После открытия башня стала достопримечательностью Сеула. Высота башни — 236,7 м от основания, но благодаря горе суммарная высота над уровнем моря — 479,7 м. Сеульская башня была переименована в Сеульскую башню N в 2005 г., «N» означает «новизна», «Намсан» и «природа» (англ. nature). Около 15 млрд южнокорейских вон было потрачено на обновление и реконструкцию башни.
Башню переименовали, когда первоначальный владелец объединился с конгломератом CJ Corporation (официальное название CJ Seoul Tower). Она также была известна как башня Намсан или Сеульская башня. Это первая радиоволновая башня Кореи, на которой находятся антенны-передатчики каналов KBS, MBC, SBS TV, FM, КПБ, TBS, CBS, и BBS FM. Согласно оценкам путешественников и читателей, Сеульская башня входит в число 500 лучших достопримечательностей мира.

## Достопримечательности
Чтобы добраться до башни многие посетители поднимаются на гору Намсан на фуникулере по канатной дороге Намсан. Башня является памятником архитектуры национального значения и частью городского пейзажа. Башня, чья высота достигает 236,7 м, находится на горе Намсан (на высоте 243 м). Каждый год башня привлекает тысячи местных и иностранных туристов, особенно в ночное время, когда включаются огни. Фотографам нравится панорамный вид, который открывается с башни. Ежегодно около 8,4 млн человек посещают Сеульскую башню N, рядом с которой расположены многие другие достопримечательности Южной Кореи, в том числе парк Намсан и Намсанская деревня. Посетители могут подняться на башню за плату, которая отличается для каждой из следующих групп: дети, пожилые люди и подростки, взрослые. Цена билетов зависит от зон посещения и количества человек в группе. Сеульская телебашня разделена на три основные части: Лобби N, Плаза N и Башня N. Плаза N занимает два этажа, а Башня N — четыре.
В Лобби N находится сувенирный магазин, бар, живой музей, комната матери и ребёнка, информационный стенд, кафе и вход на смотровую площадку. Плаза N занимает два этажа. На первом этаже находится билетная касса, терраса, сувенирный магазин и кафе. На втором этаже находится итальянский ресторан Place Dining и терраса, на которой можно найти «замочки любви». В Башне N четыре этажа: 1F, 2F, 3F и 5F (в Корее в большинстве зданий отсутствует четвертый этаж). В башне есть четыре смотровые площадки (4-я смотровая площадка представляет собой вращающийся ресторан, который совершает один оборот каждые 48 минут), а также сувенирные магазины и два ресторана. Сверху можно увидеть большую часть Сеула. Недалеко от Сеульской башни N расположена вторая передающая вышка. На третьем этаже башни N находится цифровая обсерватория с панорамным видом на 360 градусов, в которой демонстрируется история Кореи на 32 ЖК-экранах.
В 2008 г. в Башне был открыт Музей плюшевых медведей Тедди, во время празднования его открытия соорудили 7-метровую ёлку из 300 плюшевых медведей. Образы плюшевых медведей демонстрируют не только прошлое, настоящее и будущее Сеула, но и достопримечательности города, такие как ручей Чхонгечхон, улицы Мендон и Исадон, ворота Тондэмун.
Согласно опросу около 2000 иностранных туристов, проведенному правительством Сеула в ноябре 2011 года, 16 процентов опрошенных заявили, что вешать замочки с именами на заборе Башни, как символ любви, было их любимым занятием в Сеуле. Это можно сделать на 2-м этаже Плазы N, на террасе. «Замочки любви» символизируют вечную любовь, по этой причине данный обычай часто показывается во многих корейских телесериалах и фильмах.
В Башне N много других достопримечательностей, в числе которых цифровая обсерватория и Пруд желаний. Пруд желаний находится на втором этаже башни, люди, мечтающие о вечной любви, бросают в пруд монеты, в надежде, что их желание сбудется. Монеты собирают и передают в фонд помощи развития школ в Китае и Юго-Восточной Азии. На третьем этаже находится обновленная в 2011 г. смотровая площадка и обсерватория. Смотровая площадка предлагает 360-градусную панораму города, а в обсерватории демонстрируется 600-летняя истории Кореи на 36 ЖК-экранах. На пятом этаже расположен французский ресторан под названием N-Grill.
Башня освещается синим цветом после заката до 23:00 (до 22:00 в зимнее время) в дни, когда загрязнение воздуха в Сеуле 45 или меньше. Весной 2012 г. башня освещалась в течение 52 дней, что на четыре дня больше, чем в 2011 г. Посетителям башни доступны разнообразные цифровые и художественные эффекты благодаря использованию новейших светодиодных технологий. Сеульская телебашня организовывает разнообразные световые шоу, такие как «Reeds of Light» и «Shower of Light».
Опрос, проведенный среди иностранных туристов в 2012 году, показал, что Сеульская телебашня заняла первое место среди достопримечательностей города. Она также является символом Сеула.